# Покровская срубная культура
Покровская срубная культура — археологическая культура эпохи поздней бронзы (XVIII—XV века до новой эры), выделенная в составе срубной культурно-исторической общности и распространенная в лесостепной и частично степной полосе Восточной Европы между Северским Донцом и Уралом. Является ранней по отношению к бережновско-маёвской срубной культуре.

## История исследования
Первооткрывателем срубной культуры является В. А. Городцов, который в 1901—1903 гг. в процессе исследования курганных древностей Северского Донца обратил своё внимание на скорченные погребения в деревянных рамах — срубах. В соответствии с конструктивными особенностями погребального сооружения, выделенная им культура, получила название срубной. С накоплением археологического материала и расширением ареала культуры исследователи начали обращать своё внимание на локальные различия в среде срубной культуры. В 1920-е гг. саратовский археолог профессор П. С. Рыков исследовал Покровский курганный могильник на территории современного города Энгельс, в котором отдельно отметил "погребения с окрашенными костяками". В 70-х гг. Н. Я. Мерперт и Е. Н. Черных вводят в научный оборот понятие «срубной культурно-исторической общности», что отражало её культурную неоднородность. Позднее И. Ф. Ковалёва выделяет в её среде маёвский тип памятников, а Н. К. Качалова — бережновский. Общие черты погребального обряда позволили В. В. Отрощенко в 90-х гг. объединить оба типа в отдельную бережновско-маёвскую культуру в составе срубной культурно-исторической общности. Н. М. Малов выделил в 1991 г. покровскую археологическую культуру, что встретило поддержку со стороны О. В. Кузьминой  и других авторитетных исследователей. Позднее А.Д. Пряхин и В. В. Отрощенко обратили внимание исследователей на то, что выделенная Н. М. Маловым и О. В. Кузьминой культура, лишь частично входит в срубные древности, а наиболее ранней своей частью принадлежит доно-волжской абашевской культуре. На данном этапе В.В.Отрощенко и А.Д. Пряхин отвергают существование самостоятельной покровской культуры, выделяя покровский этап в качестве позднего этапа в развитии доно-волжской абашевской культуры. Противоположной точки зрения придерживаются Н.М. Малов и В.А. Лопатин.

## Происхождение культуры
Формированию покровской срубной культуры предшествовало движение абашевской и позднекатакомбных культур на Южный Урал, где их взаимодействие с местным население привело к формированию синташтинской культуры, которую отождествляют со «Страной городов». После гибели «Страны городов» наблюдается передвижение части её населения на запад, где они вытесняют носителей среднедонской катакомбной культуры, что приводит к формированию доно-волжской абашевской культуры на Среднем Дону и бабинской в Доно-Донецком регионе. Позднее на основе доно-волжской абашевской, синташтинской и памятников потаповского типа Среднего Поволжья формируется покровская срубная культура, которая позднее в ходе военной экспансии в юго-западном направлении при непосредственном участии населения бабинской культуры формирует на Левобережье Северского Донца бережновско-маёвскую срубную культуру.

## Покровская срубная культура
Покровская срубная культура распространена в степной и лесостепной полосе от Северского Донца до Урала. Эпонимным памятником является Покровский могильник в саратовском Поволжье, который был исследован П. С. Рыковым в 1920-х годах у г. Покровск (ныне — Энгельс). Датируется культура XVIII—XV вв. до н. э. Выделяют два периода её бытования: ранний (XVIII—XVI вв. до н. э.) и поздний (XVI—XV вв. до н. э.). Сформировалась в Доно-Волжской лесостепи на основе доно-волжской абашевской, синташтинской культуры Северного Урала и памятников потаповского типа Среднего Поволжья. Комплексы покровской срубной культуры выделили исследователи Н. М. Малов и О. В. Кузьмина в 1990-х годах. Памятники покровской срубной культуры представлены поселениями, могильниками, кладами, рудниками, мастерскими и единичными случайными находками. Поселения располагались в непосредственной близости от рек на береговых террасах и небольших возвышениях в пойме. Наиболее изученные — Покровск, Вишнёвое, Нижняя Красавка, Усово озеро, Янохино, Капитаново, Шиловское и Мосоловское поселения. В большинстве случаев жилые и хозяйственные постройки на поселении образуют линию вдоль края террасы или возвышения. Центральная часть поселения имела менее плотную застройку. Количество жилищ на поселении могло достигать от 10 до 20 единиц. Жилища представлены наземными постройками, полуземлянками и землянками каркасно-столбовой конструкции с двускатной или шатровидной крышей. Стены сложены из дёрна, брёвен, редко — камня. Большинство жилищ представлено однокамерными постройками, порой с пристроенной хозяйственной частью. В больших постройках жилая часть чаще всего обособлена от подсобно-хозяйственной. Внутри жилищ находились один или несколько очагов, которые располагались преимущественно в центре, хозяйственные ямы, реже фиксируются жертвенники и колодцы. Погребальные памятники представлены курганными и грунтовыми могильниками. Курганные некрополи размещаются преимущественно на террасах или возвышенностях по берегам рек, реже — на водоразделах. Наиболее изученные — Покровский, Натальинский, Бородаевский (Калмыцкая гора), Золотая гора, Кочетное, Староюрьевский, Староябалаклинский, Селезни, Лузановский и Новопавловский могильники. Курганные некрополи покровской культуры включают небольшое количество насыпей — от 2 до 15. Одиночные курганы и огромные некрополи являются редкостью. Могильники покровской срубной культуры вначале функционировали как грунтовые вокруг мемориального комплекса (кенотаф, вторичное захоронение) и лишь в конце функционирования могильника перекрывались курганной насыпью круглой или удлиненной формы. Количество погребений в кургане варьирует от 1 до 100. Усопших хоронили в скорченном положении, на левом боку, головой на север, преимущественно в прямоугольных ямах, перекрытых деревом, реже — в установленных на дне ямы срубах. В качестве погребального инвентаря выступают сосуды баночной или острорёберной формы, реже фиксируется оружие и украшения. В могилах также фиксируются кости животных — остатки мясной пищи. Керамический комплекс культуры представлен преимущественно острорёберными горшками с внутренним ребром в привенчиковой части и толчёной раковиной в примеси, с геометрическим орнаментом в виде горизонтальных и наклонных линий, каннелюров, меандра, зигзагов, ёлочек и прочих геометрических фигур, нанесённых зубчатым штампом. Иногда на сосудах, преимущественно в их верхней части, встречается шнуровой орнамент и разнообразные знаки в виде крестов, солярных знаков, прямоугольников, схематических антропоморфных и зооморфных изображений. Ряд исследователей видит в них примитивное пиктографическое письмо. Содержание этих знаков пока не расшифровано. Орудия труда, оружие и прочие предметы из камня представлены разнообразными топорами и булавами, наконечниками стрел, скреблами, молотами, ножами, наковальнями, рудотёрками и абразивами. Известны и украшения — фаянсовые бусины, желобчатые височные подвески и браслеты. Широко распространены изделия из кости: щитковые псалии, шилья, лощила, проколки, иглы, спицы, наконечники стрел. Орудия из металла представлены литыми копьями (часто с ушком), топорами, серпами, тёслами и долотами, стрекалами, проколками, черенковыми ножами с широким ромбическим перекрестием и кинжалами с прилитой рукоятью. Распространены и украшения из бронзы, сурьмы и золота: кольца, височные серьги, бляшки и браслеты. Основу хозяйства носителей покровской культуры составляло стойловое и отгонное скотоводство.

## Этническая принадлежность
Население покровской срубной культуры в этническом плане представляет индоиранскую этническую группу и имело определенные признаки индоарийского этноса на раннем этапе её развития.

## Палеогенетика
У представителя покровской срубной культуры RT5 (3868—3704 лет до настоящего времени, Самарская область) определили Y-хромосомную гаплогруппу R1a1a1b>R1a-BY149647 и митохондриальную гаплогруппу U2e2a. PCA и ADMIXTURE показывают, что RT5 имеет близкое генетическое родство с древними популяциями из Европы раннего бронзового века (EBA) и степей среднего/позднего бронзового века (MLBA), которые генетически отличаются от популяций раннего бронзового века из степей Центральной Азии, поскольку они имеют родословную, связанную с ранними европейскими фермерами. У RT5 выявили штамм Yersinia pestis, способный распространять бубонную чуму через блох.

## Тип хозяйства
Тип хозяйства носителей покровской срубной культуры базировался преимущественно на стойловом и отгонном скотоводстве. В предкавказских и прикаспийских степях и полупустынях возможно практиковалось полукочевое скотоводство. Важную роль в хозяйстве населения срубной культурно-исторической общности занимало горно-металлургическое производство, которое базировалось на медистых песчаниках Приуралья (Каргалинское месторождение) и Донецкого кряжа (Бахмутское месторождение), использовались и рудопроявления Среднего Поволжья. Базовое производство изделий из металла преимущественно располагалось в посёлках металлургов-литейщиков. Орудия необходимые для металлообработки представлены топорами, молотами, молотками, рудотерками, плоскими и желобчатыми тёслами и долотами, черенковыми ножами «срубного» типа и кинжалами.

## Историческая судьба
По археологическим материалам на раннем этапе развития покровской культуры прослеживается экспансия её племен в степном направлении, что сопровождалось покорением немногочисленного автохтонного населения. На это указывают многочисленные погребения с покровскими наконечниками стрел в зоне сближения течений Волги и Дона. Позднее носители покровской срубной культуры продвигаются на Левобережье Северского Донца, где занимают место господствующей племенной элиты в среде поздней бабинской культуры (культура многоваликовой керамики). Постепенно немногочисленные покровские мигранты ассимилируются автохтонным населением степи, но всё же им удалось принять участие в формировании бережновско-маёвской срубной культуры.